# Tadeusz Krawczyk
Tadeusz Krawczyk (ur. 3 czerwca 1959 w Poznaniu) – polski kolarz szosowy startujący w wyścigach w latach osiemdziesiątych XX w., zwycięzca Tour de Pologne (1983) i Małopolskiego Wyścigu Górskiego (1984). 

## Życiorys
Był zawodnikiem Stomilu Olsztyn, Floty Gdynia i Lecha Poznań. Jego największymi sukcesami w karierze sportowej były zwycięstwa w Tour de Pologne (1983) i Małopolskim Wyścigu Górskiego (1984). Ponadto w Tour de Pologne był jeszcze drugi (1984} i czwarty (Tour de Pologne). Trzykrotnie startował w Wyścigu Pokoju (1982 - 18 m., 1983 - 5 m., 1984 - 26 m.), dwukrotnie w szosowym wyścigu indywidualnym mistrzostw świata (1981 i 1983 - obu nie ukończył). Był także mistrzem Polski w jeździe parami (1982 z Romanem Jaskułą), a w 1979 zdobył w tej konkurencji brązowy medal (z Tadeuszem Mytnikiem). Brązowe medale mistrzostw Polski zdobywał także w górskich mistrzostwach Polski (1981 i 1983) i wyścigu drużynowym na 100 km (1982 w barwach Stomilu).